# Продан, Мирослав Васильевич
Мирослав Васильевич Продан (род. 8 октября 1979, село Кукавка, Могилев-Подольский район Винницкой области) — украинский государственный служащий, эксперт по таможенной и налоговой политике, исполняющий обязанности Главы Государственной фискальной службы Украины (2017—2018), Советник налогового и таможенного дела І ранга.

## Биография

### Образование
«Ровенский институт славяноведения» Киевского славистического университета, специальность — менеджмент организаций, квалификация — менеджер таможенного дела (2003);
Одесский региональный институт государственного управления Национальной академии государственного управления при Президенте Украины, специальность — государственное управления, квалификация — магистр государственного управления (2013);
Университет Государственной фискальной службы, специальность — экономика предприятий, квалификация — специалист (2006).

### Карьера
С июня 2002 — работал на руководящих должностях в коммерческих структурах.
С марта 2005 — начал работу в налоговых органах Винницкой области.
С сентября 2008 — занимал руководящие должности в налоговых органах Винницкой области, г. Винница, Черкасской области и Межрегионального главного управления ГФС — Центрального офиса по обслуживанию больших плательщиков.
С июля 2016 — исполняющий обязанности заместителя Главы Государственной фискальной службы Украины.
С марта 2017 по сентябрь 2018 — исполняющий обязанности Главы Государственной фискальной службы Украины.
1 апреля 2017 года Мирослав Продан ввел Электронный реестр возмещения НДС, установив прозрачные правила администрирования налога. Процесс администрирования НДС, контроль формирования налоговых обязательств и оплата этого налога были полностью автоматизированы.
В 2018 году все услуги для физических лиц-плательщиков налогов были переведены в режим онлайн: от проверок до получения справок.
С 1 февраля 2018 года Продан в полном объёме перевел таможню на оформление таможенных деклараций по принципе «Единого окна». Был введен обмен информацией между таможней и другими структурами, которые совершают ветеринарно-санитарный, санитарно-эпидемиологический, фитосанитарный, экологический та радиоконтроль.
Инициировал разработку проекта e-Receipt. Вместо традиционных РРО предпринимателям предложили использовать мобильные телефоны, планшеты, ноутбуки и другие современные средства коммуникации. Проект предусматривает онлайн-регистрацию устройств, которые являются альтернативой кассовым аппаратам. Мирослав Продан заявил, что это упросит ведение учёта, сделает его более удобным, решит проблему дополнительных затрат на эксплуатацию и обслуживание кассовых аппаратов.
Впервые в истории Внутренне-европейской организации налоговых администраций (IOTA) провел 21-ю Административную сессию Генеральной Ассамблеи IOTA в Украине, в Киеве 28-30 июня 2017 года. Участие в сессии приняли делегации из 45 стран. Во время председательства Мирослава Продана в IOTA была разработана новая Стратегия IOTA на 2018—2022 годы и утвержден обновленный проект Меморандума о взаимопонимании IOTA и Организации экономического сотрудничества и развития (ОЕСР), направленный на усиление партнерства между двумя организациями, в частности в сфере деятельности профессиональной платформы по вопросам внедрения Плана действий против размывания налоговой базы и выведения прибыли (BEPS).
Возглавлял делегации ГФС во время первого официального визита в США по приглашению Таможенно-приграничной службы США в июле 2017 года; рабочего визита в Республику Польша по приглашению Национальной администрации доходов Польши в октябре 2017 года; ознакомительного визита в Республику Финляндия по приглашению Таможни Финляндии в ноябре 2017 года; визита в Бельгию по приглашению Европейского управления по вопросам предотвращения злоупотреблений и мошенничества (OLAF) и для участия в 131-й сессии Совета таможенного сотрудничества Всемирной таможенной организации (ВМО) в декабре 2017 года; визита в Австралию по приглашению Программы контроля за контейнерами (Container Control Programm; CCP) в марте 2018 года.
16 января 2018 года подписал меморандум с директором Департамента политического анализа и общественных связей Управления по наркотикам и преступности ООН Жаном-Люком Лемайо о присоединении Украины к Программе глобального контроля за международными контейнерными перевозками ООН и Всемирной таможенной организации. ГФС и Государственная приграничная служба получила доступ к международным базам данных, при помощи которых появилась возможность отслеживать нелегальные потоки наркотиков, оружия, фальсификата.
В июле 2018 года через Prozoro организовал закупку первых десяти стационарных сканирующих систем для пунктов пропуска, которые позволили бы получать полную информацию про грузы, что исключит контрабанду.
Уволился в сентябре 2018 года по собственному желанию, чтобы избежать конфликта интересов, поскольку планировал принять участие в конкурсе на замещение вакантной должности главы ведомства.

## Коррупционный скандал
В конце августа 2018 года генеральный прокурор Юрий Луценко передал Специализированной антикоррупционной прокуратуре (САП) часть материалов уголовного производства, касающихся Мирослава Продана, в которых шла речь о двух эпизодах — приобретение и строительство недвижимости через подставных лиц в Украине и Турции. Луценко также обвинял Продана во «множеству случаев по контрабанде, которые допустили его подчиненные».
В ответ Мирослав Продан обвинил генерального прокурора Юрия Луценко и возглавляемое им ведомство в давлении на ДФС с целью контроля контрабандных потоков. По его словам, речь идет в частности о незаконном вывозе леса и теневых схемах на Одесской таможне.
Мирослава Продана вызвали в САП на 15 ноября 2018 года, но он заявил что за 8 дней до этой даты уехал в Германию на лечение. Также он заявил, что повестку выписали задним числом и прислали уже после того, как он уехал. Продан утверждал, что более 4 месяцев обращался в САП и ГПУ с предложением прийти и дать объяснения, но ни разу не получил ответа.
Главный редактор сайта «Цензор.нет» Юрий Бутусов связывает дело с тем, что премьер-министр Украины Владимир Гройсман, который, по его словам, является покровителем Продана, 21 июня 2018 года принял решение о допуске в таможенные зоны для борьбы с контрабандой подразделений Национальной полиции Украины, ранее это была сфера исключительных полномочий Главного управления по борьбе с коррупцией и организованной преступностью СБУ. Тем самым он сыграл против Президента Украины Петра Порошенко в пользу министра МВД Арсена Авакова.
15 ноября 2018 года Специализированная антикоррупционная прокуратура заочно сообщила о подозрении бывшему и. о. председателя Государственной фискальной службы (ГФС) Украины Мирославу Продану в незаконном обогащении на 89 млн гривен,  но во время судебного разбирательства прокуратура не смогла предъявить доказательства вины бывшего чиновника. 5 февраля 2019 года Соломенский районный суд Киева разрешил снять с Мирослава Продана электронный браслет и забрать загранпаспорт.
28 февраля 2019 года адвокат Продана сообщила, что экспертиза установила факт фальсификации дела, а Государственное бюро расследований (ГБР) открыло уголовное производство против прокуроров Специальной антикоррупционной прокуратуры (САП), которые занимались делом Продана. Адвокат заявила, что следствие не привело ни единого доказательства, что экс-глава ГФС или члены его семьи имеют отношение к указанным по делу объектам недвижимости.
12 марта 2019 года НАБУ сообщило о закрытии дела Продана.
Руководитель аналитического центра «Третий сектор», политолог Андрей Золотарёв заявил о заказном характере дела Продана.
16 мая 2019 года Соломенский райсуд Киева снял арест с имущества Мирослава Продана.